# Messier 24
A Messier 24 (más néven M24 , vagy Kis Sagittarius-csillagfelhő) egy Tejút-folt a Nyilas csillagképben. Korábban a folt belsejében lévő NGC 6603 számú nyílthalmazzal azonosították, de Messier leírásában a másfél fokos átmérő inkább magára a foltra utal. A halmaz csak 4,5' átmérőjű és 11,4 magnitúdó fényességű.

## Felfedezése
Az M24 Tejút-foltot 1764. június 20-án fedezte fel és katalogizálta Charles Messier francia csillagász. Az objektum a Tejútrendszer része.

## Megfigyelési lehetőség
Tiszta, sötét égbolt esetén szabad szemmel is könnyen megtalálható a Nyilas csillagkép északi részén.